# Narzeczona z krainy chłodu
Narzeczona z krainy chłodu (fr. La fiancée qui venait du froid) – francuska komedia romantyczna z 1983 roku w reżyserii Charles’a Nemesa. 

## Opis fabuły
Marzec 1980. Paul (Thierry Lhermitte), reżyser filmów reklamowych, wracając z podróży zastaje przed swoim mieszkaniem Anne, która go porzuciła dwa lata wcześniej. Celem jej wizyty nie jest jednak powrót do Paula, lecz prośba, aby poślubił Zosię, działaczkę opozycji antykomunistycznej, która spędziła dwa lata w więzieniu. Dzięki fikcyjnemu małżeństwu mogłaby opuścić Polskę. Paul zaskoczony nietypową prośbą, ostatecznie się zgadza.

## Obsada
- Thierry Lhermitte : Paul Monet
- Barbara Karska : Zosia
- Gérard Jugnot : Maurice
- Sophie Barjac : Anne
- Aleksandra Szypulska : Ula
- Stephan Paryla : Marek
- Włodzimierz Press : Alexandre
- Catherine Sauvage : matka Paula
- Ida Krottendorf : matka Zosi
- Pierre Charras : brat Paula
- Eugeniusz Priwieziencew : Lech
- Sébastien Floche : kierownik sali
- Mariusz Pujszo : działacz opozycji